# Marcus Miller
Marcus Miller (New York, 14 juni 1959) is een Amerikaanse bassist en muziekproducer. Hij heeft aan meer dan 500 projecten meegewerkt, waaronder eigen werk. Miller staat vooral bekend om zijn carrière als basgitarist waar hij de 'slaptechniek', ook wel slapping bass, uitoefent. Hij speelt ook piano, basklarinet en sopraansaxofoon.
Hij heeft voor heel veel muzikanten geproduceerd, onder wie David Sanborn, diens saxofonist Kenny Garrett en Lalah Hathaway, dochter van de bekende zanger Donny Hathaway.

## Biografie
Miller komt uit een muzikale familie: zijn vader speelde orgel in de kerk en dirigeerde het koor daar. 
Zijn aanverwante oom Wynton Kelly was jazzpianist van Miles Davis in de late jaren vijftig en vroege jaren zestig. Op de leeftijd van dertien jaar kon Miller al aardig uit de voeten op piano, klarinet en basgitaar en begon hij zelf composities te maken.
Op zijn vijftiende speelde hij al regelmatig met diverse bands in New York. Kort daarop speelde en schreef hij liedjes voor jazzfluitist Bobbi Humphrey en toetsenist Lonnie Liston Smith. De jaren daarop werkte hij als meest gevraagde sessiemuzikant en heeft hij gewerkt voor beroemdheden als Aretha Franklin, Roberta Flack, Grover Washington jr. en David Sanborn. Hij verscheen op meer dan 400 platen als bassist en werkte mee aan liedjes van onder anderen Joe Sample, McCoy Tyner, Bill Withers, Elton John, Bryan Ferry, Jay-Z en LL Cool J.
Van 1981 tot 1983 toerde Miller als lid van de band van zijn jeugdheld Miles Davis. Volgens Miller was het Davis die hielp zijn stijl te ontwikkelen. 
Na enige tijd als producer voor muzikanten gewerkt te hebben, begonnen Miller opnieuw met Miles Davis samen te werken en mocht hij drie Miles Davis'-albums produceren met Tutu als eerste.
In 1993 begon Miller zijn solocarrière en bracht hij het album The Sun Don't Lie uit. Hierop was duidelijk te horen dat de basgitaar ook anders bespeeld kon worden, vraag-en-antwoord-baslijnen waren te horen in combinatie met veel funk en soul. In 1995 kwam Tales uit waar jazz en blues centraal stonden. Daarop volgden het livealbum Live and More in 1997 en M2 in 2001.
Vanaf 1990 richtte Miller zich veel op het produceren van filmmuziek voor bijvoorbeeld House Party, Boomerang, Siesta en Ladies Man.
Op 26 januari 2015 kwam de documentaire Marcus, the film uit over zijn leven, met medewerking van Ahmad Jamal, George Benson, Herbie Hancock, Kenny Washington en Larry Graham.

## Discografie

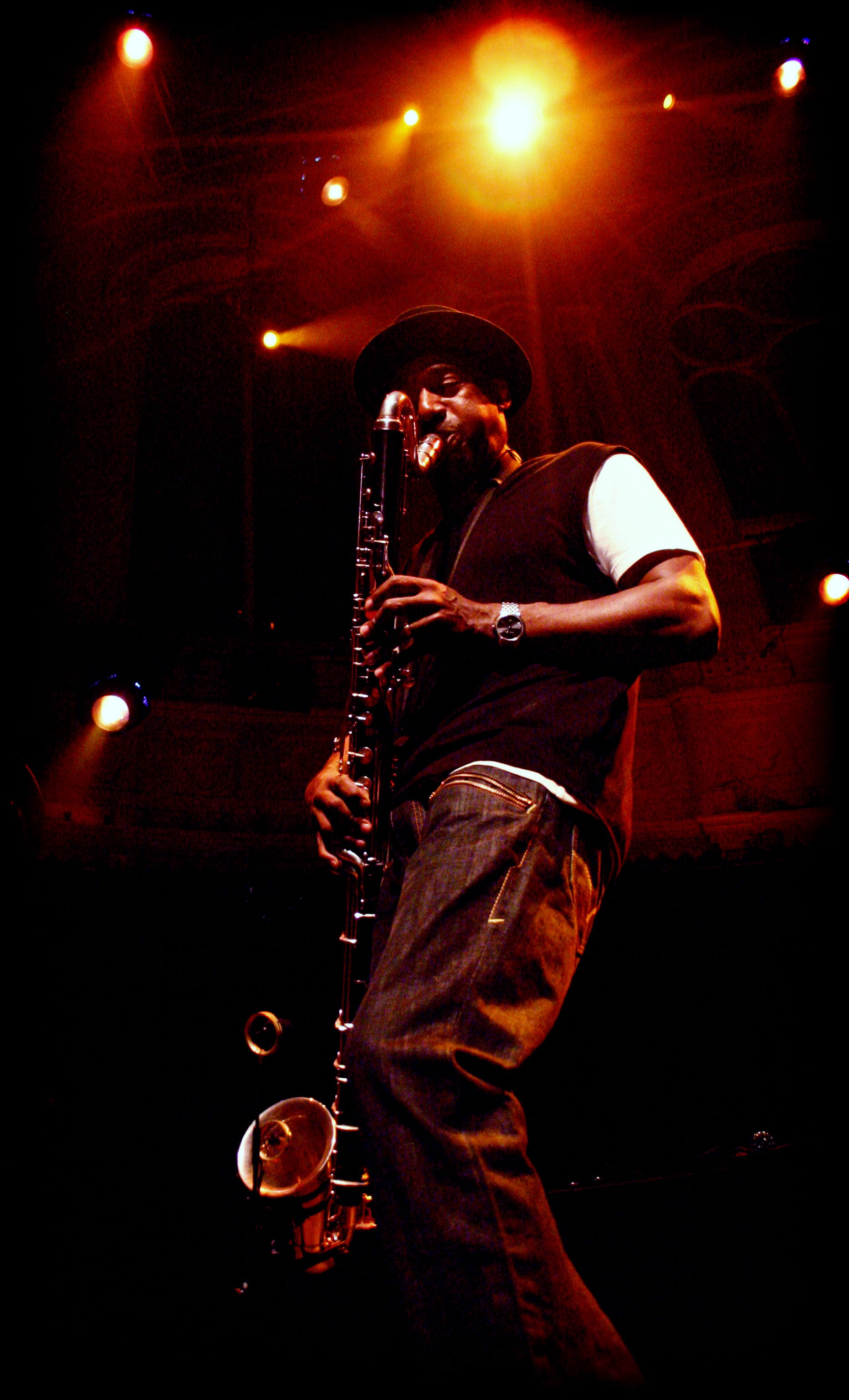
Marcus Miller op basklarinet

| Album met eventuele hitnotering(en) in de Nederlandse Album Top 100 | Datum van verschijnen | Datum van binnenkomst | Hoogste positie | Aantal weken | Opmerkingen   |
| ------------------------------------------------------------------- | --------------------- | --------------------- | --------------- | ------------ | ------------- |
| Suddenly                                                            | 1983                  | -                     |                 |              |               |
| Marcus Miller                                                       | 1984                  | -                     |                 |              |               |
| The sun don't lie                                                   | 1993                  | -                     |                 |              |               |
| Tales                                                               | 1995                  | -                     |                 |              |               |
| Live & more                                                         | 1998                  | -                     |                 |              |               |
| Best of '82-'96                                                     | 2000                  | -                     |                 |              | verzamelalbum |
| M²                                                                  | 2001                  | -                     |                 |              |               |
| The ozell tapes                                                     | 2002                  | -                     |                 |              |               |
| Silver rain                                                         | 2005                  | -                     |                 |              |               |
| Free                                                                | 2007                  | 21-07-2007            | 50              | 3            |               |
| Marcus                                                              | 2008                  | -                     |                 |              |               |
| A night in Monte-Carlo                                              | 2010                  | 17-07-2010            | 59              | 1            |               |
| Tutu revisited                                                      | 13-05-2011            | 16-07-2011            | 45              | 1            |               |
| Renaissance                                                         | 25-05-2012            | 02-06-2012            | 26              | 2            |               |
| Afrodeezia                                                          | 18-02-2015            | -                     |                 |              |               |

| Album met hitnotering(en) in de Vlaamse Ultratop 200 albums | Datum van verschijnen | Datum van binnenkomst | Hoogste positie | Aantal weken | Opmerkingen |
| ----------------------------------------------------------- | --------------------- | --------------------- | --------------- | ------------ | ----------- |
| Renaissance                                                 | 2012                  | 16-06-2012            | 192             | 1*           |             |

### Periode David Sanborn (1975-2000)
- 1976–1977 - Lovesongs
- 1979–1980 - Hideaway
- 1980 - Voyeur
- 1981 - As We Speak
- 1982 - Backstreet
- 1984 - Straight To The Heart
- 1987 - Change Of Heart
- 1988 - Close-Up
- 1991 - Another Hand
- 1992 - Upfront
- 1994 - Hearsay
- 1995 - Pearls
- 1996 - Songs From The Night Before
- 1999 - Inside

### Periode Miles Davis (1980-1990)
- 1981 - The Man with the Horn
- 1981 - We Want Miles
- 1982 - Star People
- 1986 - Tutu
- 1987 - Music From Siesta
- 1989 - Amandla

### Periode The Jamaica Boys (1986-1990)
- 1987 - Self-Titled
- 1989 - J. Boys